# Günter Haumer
Günter Haumer (* 1973 in Wien) ist ein österreichischer Opernsänger (Bariton) und Gesangspädagoge.

## Leben
Günter Haumer wuchs in Tulln auf, erhielt seine musikalische Ausbildung jedoch in Wien, wo er Schüler am Musikgymnasium Wien war. Er lernte zunächst Klavier und studierte ab seinem 13. Lebensjahr Klarinette an der Hochschule für Musik und darstellende Kunst Wien bei Peter Schmidl (Wiener Philharmoniker). Mit 17 Jahren trat er in den Arnold-Schönberg-Chor ein. Nach der Matura machte er zunächst eine Ausbildung zum Logopäden und arbeitete am Allgemeinen Krankenhaus der Stadt Wien als Logopäde. Parallel dazu nahm er ein Gesangsstudium an der Universität für Musik und darstellende Kunst in Wien auf, wo Helena Łazarska und Wicus Slabbert, damals Sänger an der Wiener Volksoper und der Wiener Staatsoper, seine Lehrer waren. Es folgten Studien in Gesangspädagogik, Lied, Oratorium und Oper. Ab 1999 studierte er, u. a. bei Graziella Sciutti, Gesang am Royal College of Music in London. Außerdem besuchte er Meisterkurse bei Walter Berry, Roger Vignoles, Gérard Lesne, Michael Chance und Wolfgang Holzmair.
Anschließend trat Haumer national und international freiberuflich als Opern- und Konzertsänger auf. Ab der Saison 2012/13 war er bis 2022 festes Ensemblemitglied an der Wiener Volksoper. Er sang dort hauptsächlich das lyrisch-dramatische Bariton-Fach mit Rollen wie Don Giovanni, Conte Almaviva in Le nozze di Figaro, Don Alfonso in Così fan tutte, Sprecher in Die Zauberflöte, Zar Peter I. in Zar und Zimmermann, Doktor Malatesta in Don Pasquale und Giorgio Germont in La Traviata. Im Bereich der Operette trat er u. a. als Danilo in Die lustige Witwe und als Dr. Falke in Die Fledermaus auf.
Haumer gastierte auch regelmäßig bei Musikfestivals. 2009 sang er beim Carinthischen Sommer unter der musikalischen Leitung von Erwin Ortner den Jesus in Jonathan Harveys Kirchenoper Passion and Resurrection. Er war außerdem am Wiener Burgtheater als Amfortas in Mea culpa von Christoph Schlingensief zu hören. Ab 2010 gastierte er mehrfach beim „Festival Retz“, wo er Aeneas in Dido and Aeneas sang, in mehreren Britten-Produktionen mitwirkte und als Zebul in Jephtha auftrat. 2017 sang er beim „Festival Retz“ die Titelrolle in der Uraufführung von Christoph Ehrenfellners Kirchenoper Judas. Bei der Gala „Christmas in Vienna“ war er 2016 und 2017 als Solist neben Juan Diego Flórez, Anne Sofie von Otter und Olga Peretyatko zu hören. In der Spielzeit 2019/20 gastierte er an der Staatsoper Dresden als Konrad Nachtigall in Die Meistersinger von Nürnberg. 2021 sang er im Rahmen der Bayreuther Festspiele im Park des Festspielhauses Bayreuth die Titelfigur in Gordon Kampes Oper Immer noch Loge.
Haumer sang u. a. unter der Leitung von Gustavo Dudamel, Christian Thielemann, Andrés Orozco-Estrada, Ivor Bolton, Philippe Herreweghe, Jesús López Cobos, Fabio Luisi, Sylvain Cambreling und Martin Haselböck. Er hatte u. a. Auftritte im Auditorio Nacional de Música (Madrid), in Paris (Cité de la musique), bei den Osterfestspielen Salzburg, beim Festival „Oude Muziek“ in Utrecht, bei den Internationalen Barocktagen Stift Melk, bei den Wiener Festwochen, im Brucknerhaus Linz und bei der Oper Klosterneuburg.
Haumer unterrichtete Gesang am Konservatorium für Kirchenmusik in St. Pölten und ist seit 2007 als Dozent für Gesang und Stimmbildung am Institut für Musikleitung und Kirchenmusik der Universität für Musik und darstellende Kunst Wien tätig.
Er ist seit 2005 Mitglied der „Philharmonia Schrammeln Wien“, bei denen er eine Alt-Wiener Knöpferlharmonika spielt.
Haumer ist mit einer Kolumbianerin verheiratet und Vater von vier Söhnen. Er lebt in Wien.

## Diskografie (Auswahl)
Von Günter Haumer liegen CD- und DVD-Aufnahmen auf Labels wie Deutsche Grammophon, Hyperion, cpo sowie Rundfunk- und Fernsehübertragungen vor.
- 2014: Lieder von Richard Strauss, begleitet von Roger Vignoles, Hyperion records.
- 2019: Die Meistersinger von Nürnberg, Dirigent: Christian Thielemann, Salzburger Osterfestspiele
- 2020: Being Beethoven – or – Love in the times of distancing, Ludwig van Beethoven – An die ferne Geliebte, Gotlieb Wallisch – Hammerklavier. DVD.

## Preise
- 1998: Preisträger der Felix Petyrek-Lang Stiftung (Wien)
- 2000: Bertha Taylor-Stach Prize (London)
- 2000: Ted Moss Lieder Prize (London)
- 2006: Ö1-Pasticcio-Preis für die CD Vocal Pleasures (Österreich)
- 2008: 3. Preis, Internationaler Johannes Brahms Lied-Wettbewerb, Pörtschach (Österreich)
- 2015: Ö1-Pasticcio-Preis für die CD „Wiener Künstler“ (Österreich)